# اتامباگاهاواتا اودیسپاتو
اتامباگاهاواتا اودیسپاتو (به لاتین: Etambagahawatta Udispattu) یک منطقهٔ مسکونی در سری‌لانکا است که در استان مرکزی (سری‌لانکا) واقع شده‌است.